# Tehnică
Prin tehnică (din limba greacă: τέχνη, téchne, „capacitate, meșteșug“) se înțeleg metode și capacități pentru aplicații practice ale științelor naturii și pentru producția unor obiecte industriale, meșteșugărești sau artistice. Prin tehnică se înțeleg și procedee sau reguli aplicate în practicarea unei profesii. Conceptul antic grec nu distingea între categoriile actuale artă și tehnică.

## Un citat
- Petre Țuțea - „...Este incorect să ai dispreț față de tehnică. Eu nu sunt tehnocrat, însă recunosc că în bătălia pentru adaptare, tehnica este universal utilă. Dar asta nu înseamnă că tehnica poartă în ea dimensiunea infinitului...”[2]